# School van Barbizon
De School van Barbizon werd door een groep Franse landschapsschilders opgericht.  Deze kunstenaarskolonie was actief in de periode 1830 tot 1870. De schilders die tot deze stroming behoorden, werkten in de omgeving van het Franse plaatsje Barbizon bij Fontainebleau. Deze stroming van het realisme staat ook bekend als de Tweede School van Fontainebleau.
Uitgangspunt was het schilderen van landschappen, zonder opsmuk, als reactie op de romantiek. Er werd geschilderd in de vrije natuur, waarbij veel aandacht besteed werd aan het neerzetten van kleuren die een bepaalde stemming aangaven. De manier van schilderen wordt wel beschouwd als voorloper van het impressionisme. In België ontstond rond 1870 onder invloed van Hippolyte Boulenger de School van Tervuren.
De schilders van de school van Barbizon werden beïnvloed door schilders als John Constable (1776-1837) en de 17e-eeuwse landschapschilders Jacob van Ruisdael (1628 of 1629-1682) en Meindert Hobbema (1638-1709). Ook de landschapsschilder Lazare Bruandet (1755-1804) was een bron van inspiratie.

## Vertegenwoordigers
- Antoine-Louis Barye 1795-1875
- Jean-Baptiste Camille Corot 1796-1875
- Théodore Caruelle d'Aligny 1798-1871
- Alexandre Desgoffe 1805-1882
- Narcisse Virgilio Díaz 1807-1876
- Jules Dupré 1811-1889
- Théodore Rousseau 1812-1867
- Charles Jacque 1813-1894
- Jean-François Millet 1814-1875
- Charles-François Daubigny 1817-1878
- Gustave Courbet 1819-1877
- en de Nederlander Johan Barthold Jongkind 1819-1891

## Afbeeldingen

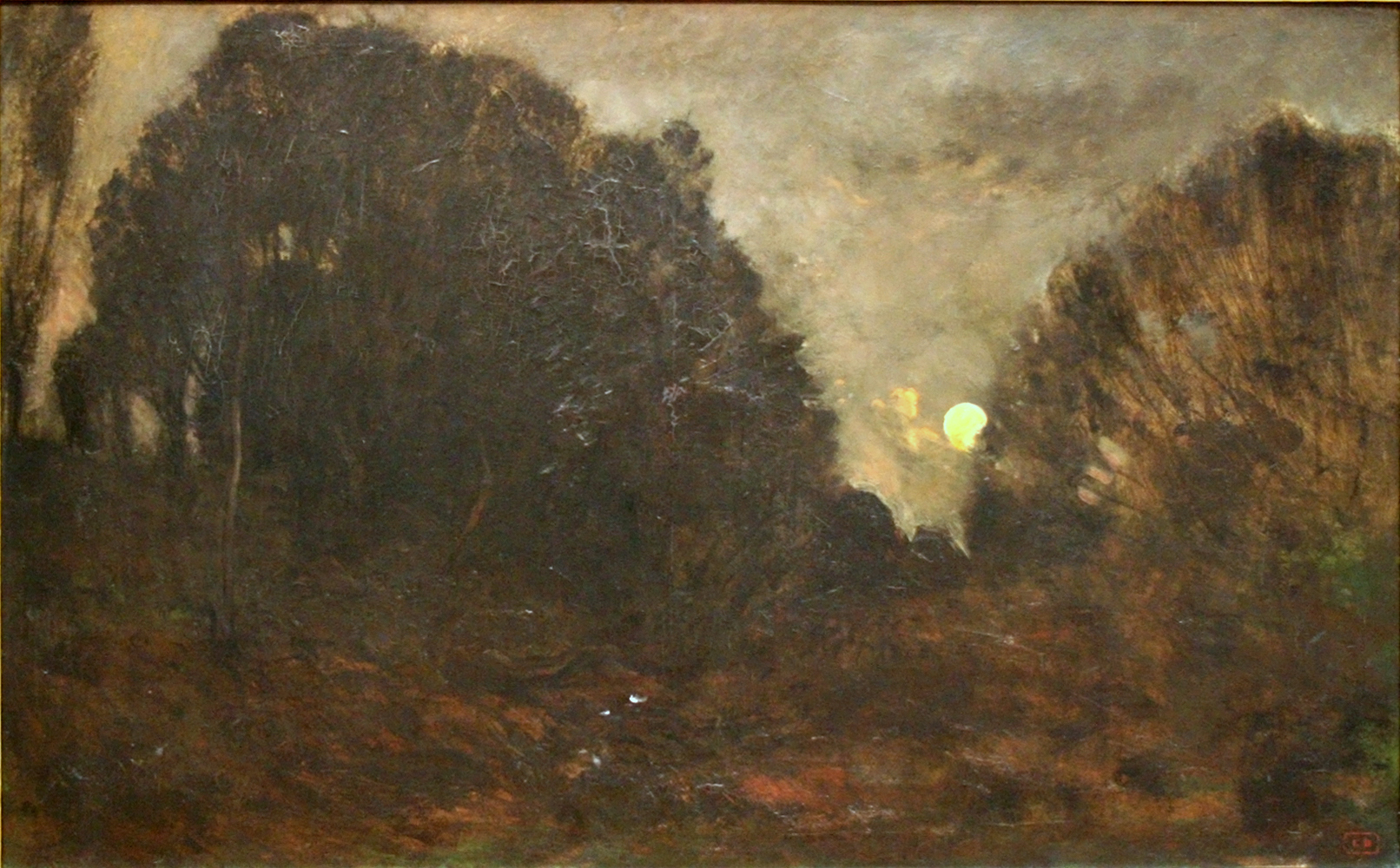
Charles-François Daubigny Rijzende maan in Barbizon ca. 1850, Museum voor Schone Kunsten (Gent)
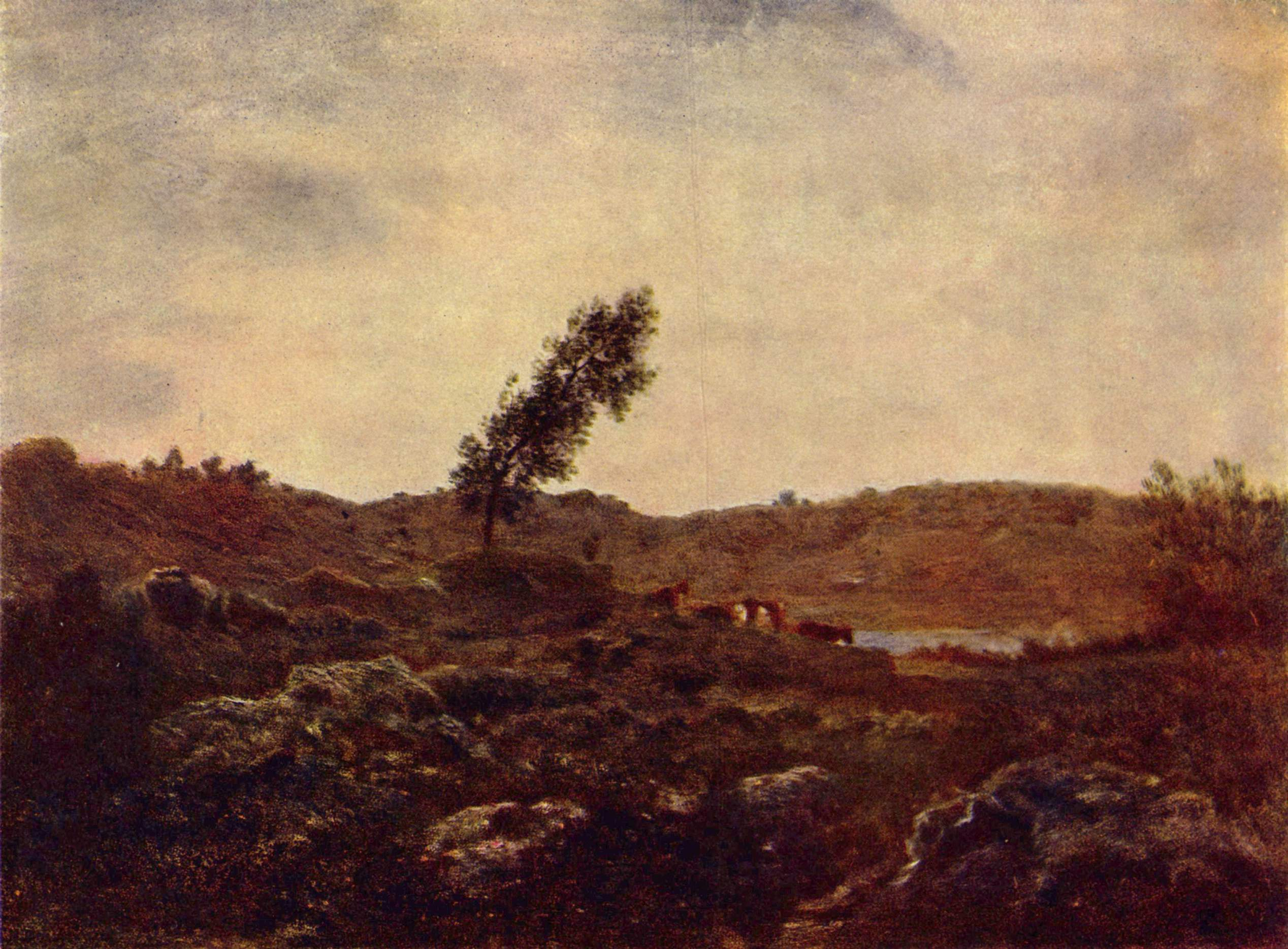
Théodore Rousseau, Landschap bij Barbizon, ca. 1850, Poesjkinmuseum, Moskou
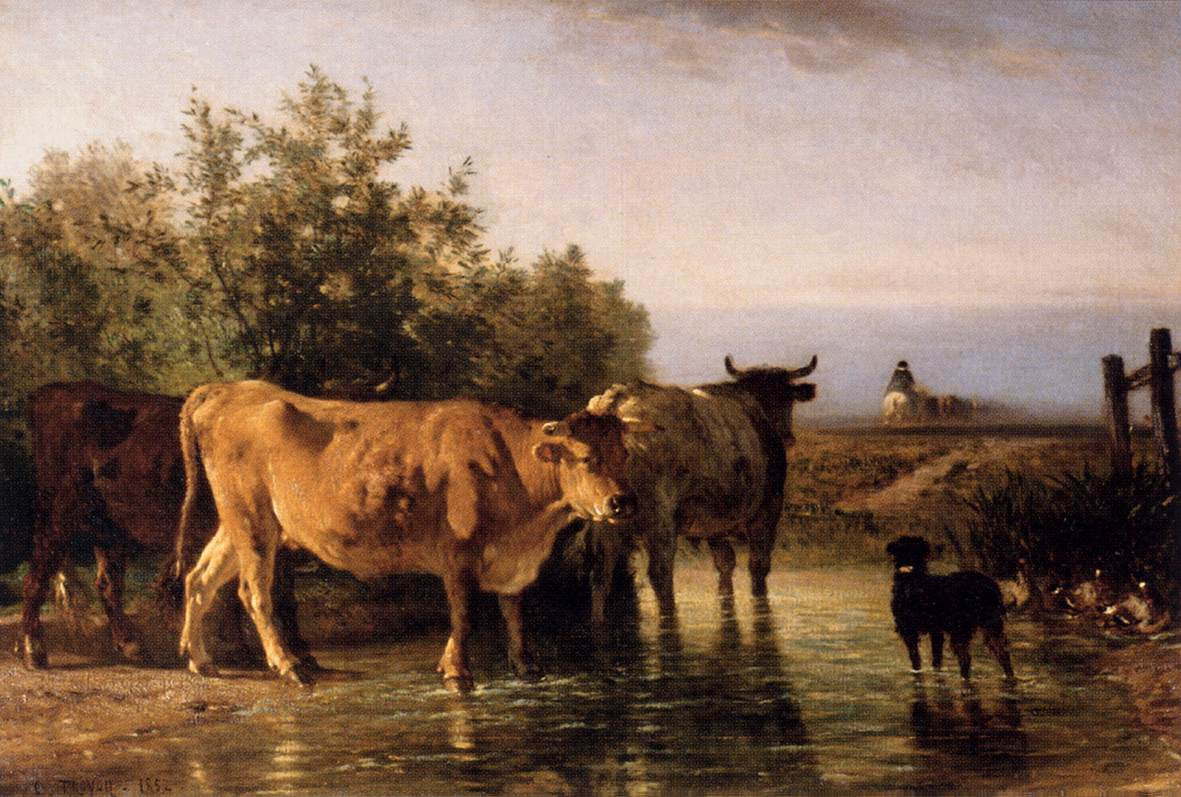
Constant Troyon, De drenkplaats, 1852, Louvre
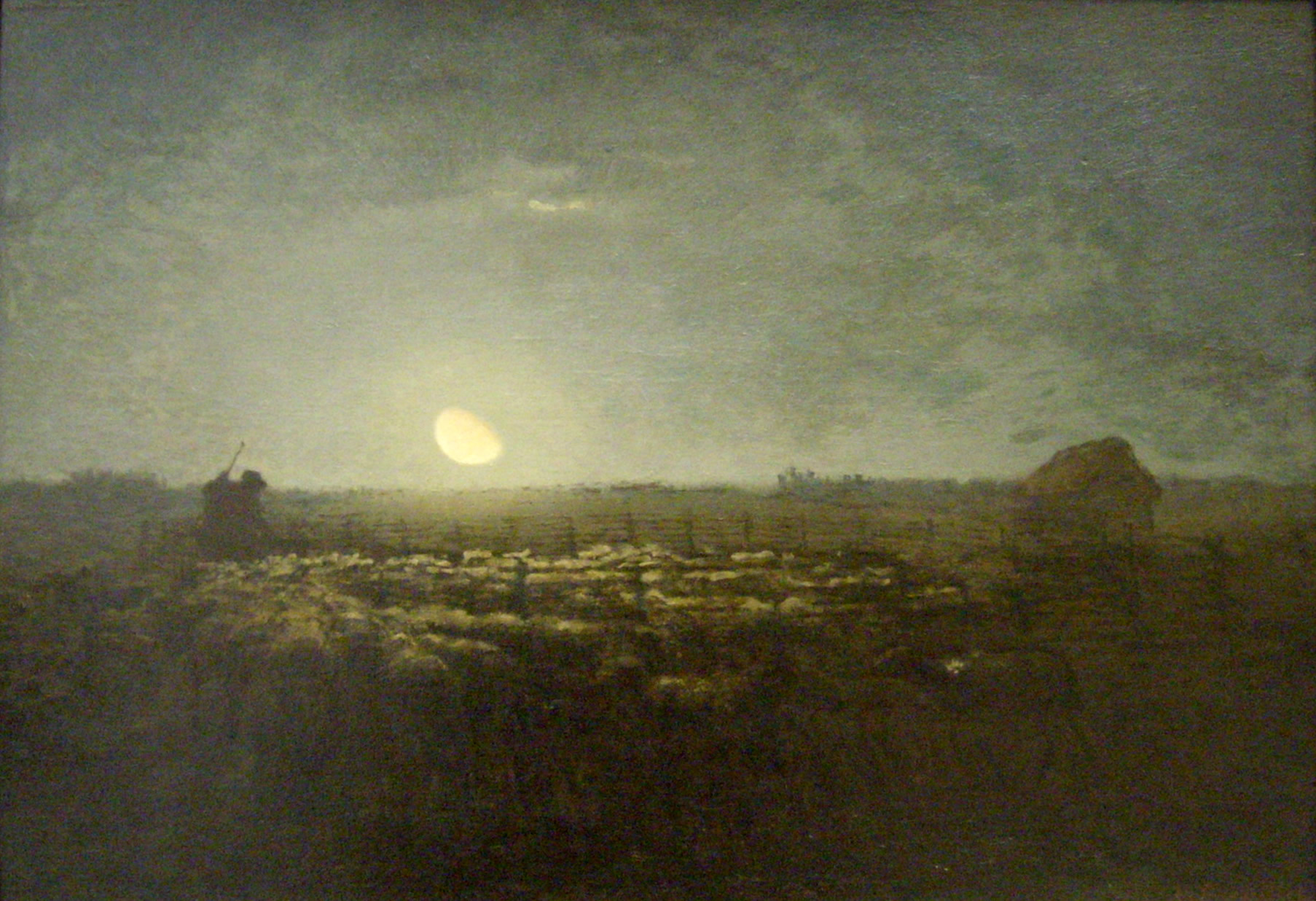
Jean-François Millet, Schapen onder maanlicht ca. 1872-73, Musée d'Orsay
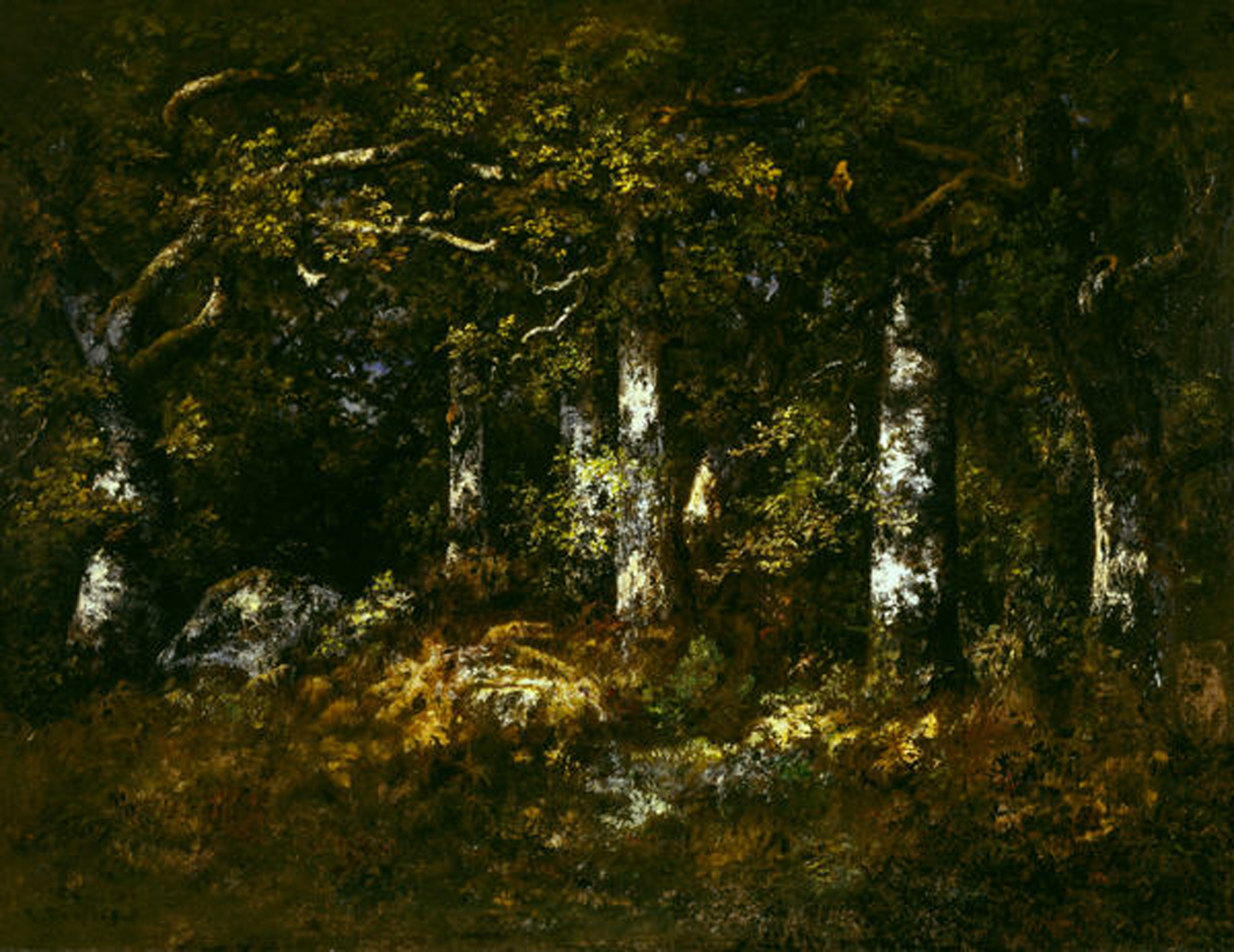
Narcisse Virgilio Díaz, Het bos van Fontainebleau, 1868, Dallas Museum of Art
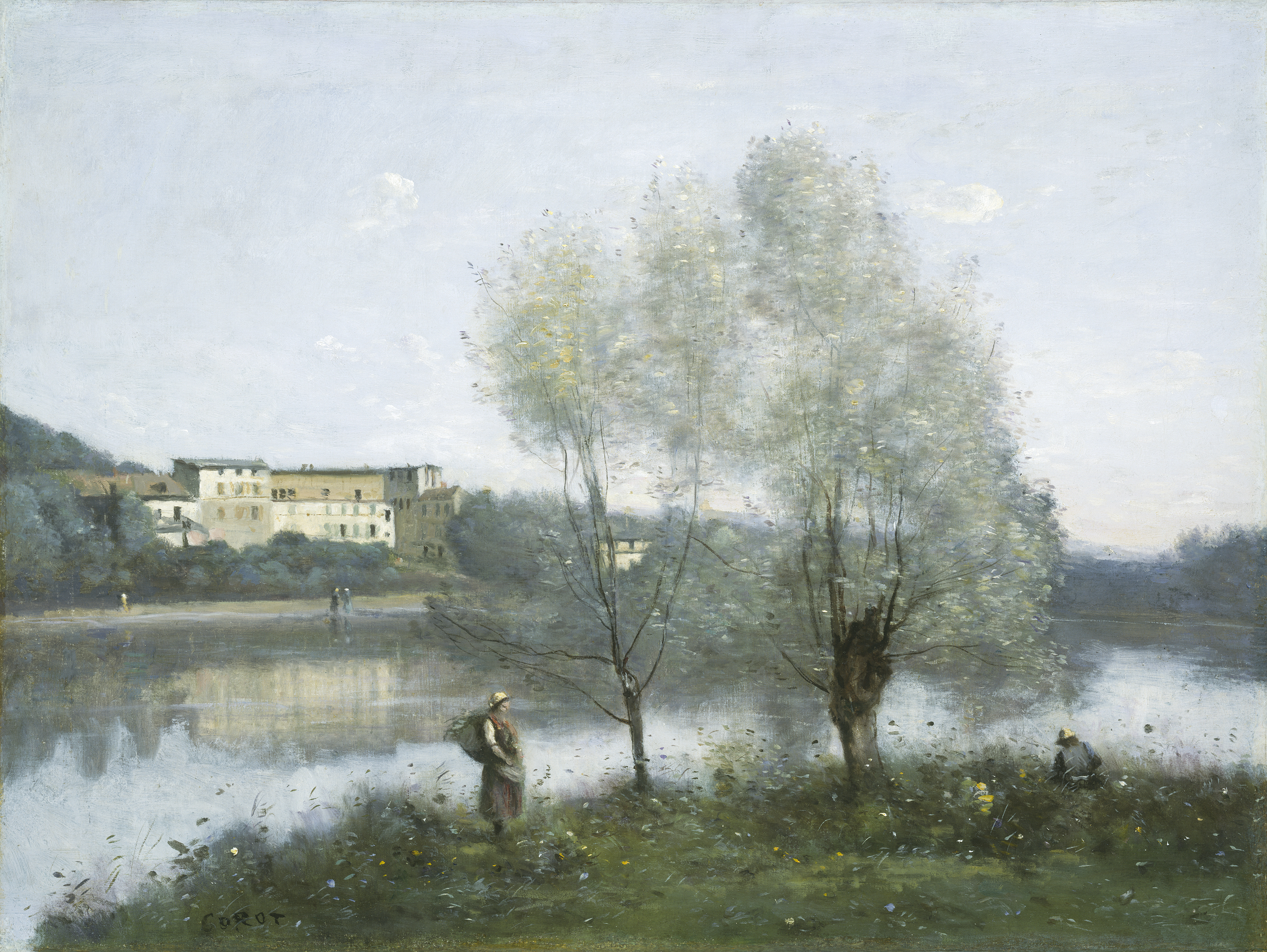
Jean-Baptiste Corot, ca. 1867, Ville d’Avray National Gallery of Art, Washington D.C.
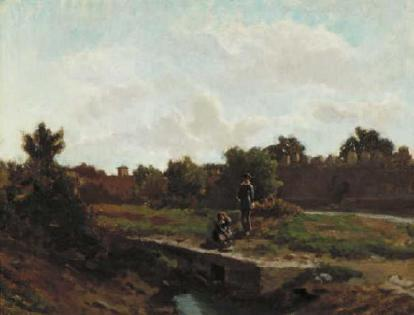
Henri Harpignies, Landschap met twee figuren, ca. 1870, Museum Boijmans Van Beuningen, Rotterdam
Jules Dupré, De oude eik ca. 1870, National Gallery of Art, Washington D.C.
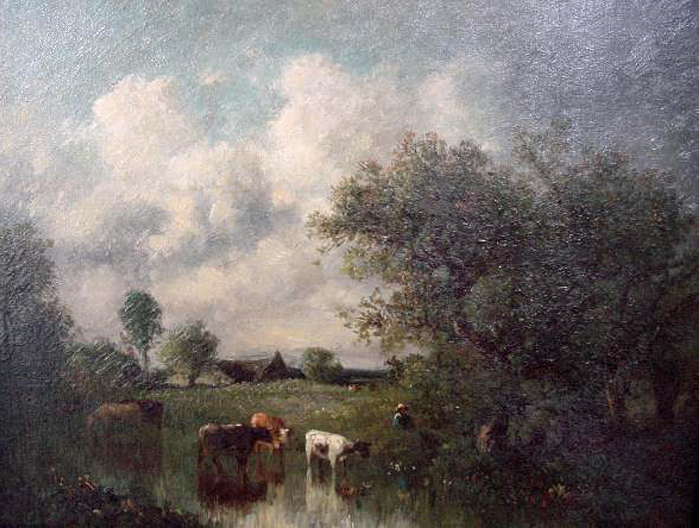
Jules Dupré, 'Koeien aan de waterkant' Kunsthandel Pygmalion Maarssen